# سالغار
سالغار(بالإسبانية:Salgar) هي بلدة تقع في إقليم الجنوب الغربي من إدارة أنتيوكيا، شمال غرب كولومبيا، تتميز بتضاريسها الجبلية ومناخها المعتدل، وهي جزء من المنطقة المعروفة بزراعة البن في جبال الأنديز، وتقع جنوب غرب مدينة ميديلين، وتحدّها بلديات مثل كونكورديا وخاردين وأنديس.

يعتمد اقتصادها بشكل رئيسي على زراعة البن، إلى جانب الزراعة التقليدية وتربية المواشي، وتشتهر سالغار بجمال طبيعتها وبيئتها الريفية الهادئة .